# НАМИ-013
НАМИ-013 — опытный автомобиль вагонной компоновки, прообраз современного минивэна, созданный советским автоконструктором Юрием Долматовским, при участии инженера Константина Зейванга и художника-конструктора Владимира Арямова, в 1950 году. Считается одним из самых знаменитых концепт-каров Советского Союза.

## Конструкция
На НАМИ-013 была применена вагонная компоновочная схема с несущим кузовом, задним расположением силовой установки, гидромеханической трансмиссией и независимой подвеской всех колёс.
В автомобиле планировали расположить новый четырёхцилиндровый оппозитный мотор с системой впрыска топлива во впускной коллектор. Тринадцатидюймовые бездисковые колёса для НАМИ-013 спроектировали специально, поскольку советская промышленность таких ещё не выпускала. Автоматическая коробка НАМИ-ДК применённая на прототипе стала первым «автоматом» отечественной разработки. Из нескольких макетов выбрали тот, что был с самым лаконичным (а потому и гармоничным) дизайном-без вычурного декора. В институте машина получила прозвище «Чита».
Поскольку совершенно новый мотор и трансмиссию ещё предстояло доводить, на машину поставили двигатель от ГАЗ-М20 «Победа» — переделанный в верхнеклапанный и форсированный до 63,5 л. с. при 4100 об/мин.
Первый прототип выкатился на испытания 4 декабря 1950 года. Машина с тремя, как у ГАЗ-12 ЗИМ, рядами сидений была заметно короче и легче, а по проектным показателям и экономичнее. В 1951—1952 годах НАМИ-013 совершил несколько испытательных пробегов по стране. Автомобиль был реализован только в виде ходового макета, который основательно переделывался три раза, планов на серийное производство не было. В 1954 году опытный образец списали и разобрали.

## Оценки проекта
Как создатели автомашины, так и многие журналисты оценивали проект как прорыв в советском автомобилестроении, опередивший свое время, считается одним из первых случаев, когда советские автоконструкторы сами создали новую форму автомобиля, без копирования с иностранных прототипов. Статьи о модели вышли во множестве изданий СССР и России. Английский журнал Motor в июле 1955 года отметил:

«Серийные модели русских автомобильных заводов до сих пор по конструкции были весьма консервативны, но НАМИ-013 — пример весьма передового технического мышления».
Модели посвящён один из выпусков журнала Автолегенды СССР «Издательства „De Agostini“» (№239), с коллекционной автомоделью-копией в масштабе 1:43.